# Pakistanische Cricket-Nationalmannschaft in den West Indies in der Saison 2025
Die Tour der pakistanischen Cricket-Nationalmannschaft in die West Indies in der Saison 2025 fand vom 31. Juli bis zum 12. August 2025 statt. Die internationale Cricket-Tour war Bestandteil der Internationalen Cricket-Saison 2025 und umfasste drei ODIs und drei Twenty20s. Pakistan gewann die Twenty20-Serie mit 2−1, während die West Indies die ODI-Serie jeweils mit 2−1 gewann.

## Vorgeschichte
Die West Indies bestritten zuvor eine Tour gegen Australien, Pakistan in Bangladesch. Das letzte Aufeinandertreffen der beiden Mannschaften bei einer Tour fand in der Saison 2024/25 in Pakistan statt.

## Stadien
Die folgenden Stadien wurden für die Tour als Austragungsort vorgesehen.
| Stadt      | Land                | Stadion                       | Kapazität | Spiele    |
| ---------- | ------------------- | ----------------------------- | --------- | --------- |
| Lauderhill | Vereinigte Staaten  | Central Broward Regional Park | 40.000    | 1.–3. ODI |
| Tarouba    | Trinidad und Tobago | Brian Lara Stadium            | 15.000    | 1.–3. T20 |

## Kaderlisten
Pakistan benannte seinen Kader am 25. Juli 2025.
Die West Indies benannten ihren Twenty20-Kader am 31. Juli und ihren ODI-Kader am 6. August 2025.
| ODI | ODI | Twenty20 | Twenty20 |
| West Indies | Pakistan | West Indies | Pakistan |
| --- | --- | --- | --- |
| - Shai Hope (K, wk) - Jewel Andrew - Jediah Blades - Keacy Carty - Roston Chase - Matthew Forde - Justin Greaves - Amir Jangoo (wk) - Shamar Joseph - Brandon King - Johann Layne - Evin Lewis - Gudakesh Motie - Sherfane Rutherford - Jayden Seales - Romario Shepherd | - Mohammad Rizwan (K, wk) - Salman Ali Agha (VK) - Shaheen Afridi - Abrar Ahmed - Hasan Ali - Faheem Ashraf - Saim Ayub - Babar Azam - Mohammad Haris (wk) - Sufiyan Muqeem - Hassan Nawaz - Mohammad Nawaz - Abdullah Shafique - Naseem Shah - Hussain Talat - Fakhar Zaman | - Shai Hope (K, wk) - Jewel Andrew - Alick Athanaze - Jediah Blades - Keacy Carty - Johnson Charles - Roston Chase - Matthew Forde - Jason Holder - Akeal Hosein - Shamar Joseph - Gudakesh Motie - Sherfane Rutherford - Romario Shepherd | - Salman Ali Agha (K) - Shaheen Afridi - Abrar Ahmed - Hasan Ali - Faheem Ashraf - Saim Ayub - Sahibzada Farhan (wk) - Mohammad Haris (wk) - Sufiyan Muqeem - Hassan Nawaz - Mohammad Nawaz - Haris Rauf - Khushdil Shah - Hussain Talat - Fakhar Zaman |

## Twenty20 Internationals

### Erstes Twenty20 in Lauderhill
| 31. Juli Scorecard | Lauderhill | Pakistan 178-6 (20)          | – | West Indies 164-7 (20) |
|                    |            | Pakistan gewinnt mit 14 Runs |   |                        |

Die West Indies gewannen den Münzwurf und entschieden sich als Feldmannschaft zu beginnen. Als Spieler des Spiels wurde Saim Ayub ausgezeichnet.

### Zweites Twenty20 in Lauderhill
| 2. August Scorecard | Lauderhill | Pakistan 133-9 (20)               | – | West Indies 134-8 (20) |
|                     |            | West Indies gewinnt mit 2 Wickets |   |                        |

Pakistan gewann den Münzwurf und entschied sich als Schlagmannschaft zu beginnen. Als Spieler des Spiels wurde Jason Holder ausgezeichnet.

### Drittes Twenty20 in Lauderhill
| 3. August Scorecard | Lauderhill | Pakistan 189-4 (20)          | – | West Indies 176-6 (20) |
|                     |            | Pakistan gewinnt mit 13 Runs |   |                        |

Pakistan gewann den Münzwurf und entschied sich als Schlagmannschaft zu beginnen. Als Spieler des Spiels wurde Sahibzada Farhan ausgezeichnet.

## One-Day Internationals

### Erstes ODI in Tarouba
| 8. August Scorecard | Tarouba | West Indies 280 (49)           | – | Pakistan 284-5 (48.5) |
|                     |         | Pakistan gewinnt mit 5 Wickets |   |                       |

Pakistan gewann den Münzwurf und entschied sich als Feldmannschaft zu beginnen. Als Spieler des Spiels wurde Hasan Hawaz ausgezeichnet.

### Zweites ODI in Tarouba
| 10. August Scorecard | Tarouba | Pakistan 171-7 (37/37)                         | – | West Indies 184-5 (33.2/35) |
|                      |         | West Indies gewinnt mit 5 Wickets (D/L method) |   |                             |

Die West Indies gewannen den Münzwurf und entschieden sich als Feldmannschaft zu beginnen. Als Spieler des Spiels wurde Roston Chase ausgezeichnet.

### Drittes ODI in Tarouba
| 12. August Scorecard | Tarouba | West Indies 294-6 (50)           | – | Pakistan 92 (29.2) |
|                      |         | West Indies gewinnt mit 202 Runs |   |                    |

Pakistan gewann den Münzwurf und entschied sich als Feldmannschaft zu beginnen. Als Spieler des Spiels wurde Shai Hope ausgezeichnet.

## Auszeichnungen

### Player of the Series
Als Player of the Series wurden der folgende Spieler ausgezeichnet.
| Serie | Player of the Series |
| ----- | -------------------- |
| ODI   | Jayden Seales        |
| T20   | Mohammad Nawaz       |

### Player of the Match
Als Player of the Match wurden die folgenden Spieler ausgezeichnet.
| Spiel  | Player of the Match |
| ------ | ------------------- |
| 1. ODI | Hasan Hawaz         |
| 2. ODI | Roston Chase        |
| 3. ODI | Shai Hope           |
| 1. T20 | Saim Ayub           |
| 2. T20 | Jason Holder        |
| 3. T20 | Sahibzada Farhan    |